# Herpis sufflava
Herpis sufflava är en insektsart som först beskrevs av Frederick Arthur Godfrey Muir 1918.  Herpis sufflava ingår i släktet Herpis och familjen Derbidae. Inga underarter finns listade i Catalogue of Life.